# The 3rd Birthday
The 3rd Birthday (ザ・サード・バースデイ, Za Sādo Bāsudei) est un jeu vidéo de type action-RPG sous le thème de l'horreur, développé et édité par Square Enix. Il est sorti en décembre 2010 au Japon et est prévu pour 2011 en Amérique du Nord et en Europe sur PlayStation Portable. Cet épisode est aussi appelé Parasite Eve 3 bien qu'il soit un spin-off de la série. Aya Brea sera une fois de plus le protagoniste au centre de la trame scénaristique.

## Synopsis
De monstrueuses créatures envahissent Manhattan. Celles-ci sont appelées des Twisted. Une cellule d'investigation est formée pour anéantir la menace : le CTI (Counter Twisted Investigation). Aya Brea reprend du service. Celle-ci est alors la seule à pouvoir utiliser l'Overdive, un système mis au point par les États-Unis pour réarranger le passé et modifier le futur et sauver le monde.

## Histoire
- Épisode 0

Aya Brea, humaine ayant des prédispositions génétiques spéciales, est recrutée par le CTI, alors composé de Hyde Bohr, scientifique directeur du projet, Blank l'informaticien, Thelonious Cray le chef militaire et Hunter "Boss" Owen le cerveau et chef de la branche FBI, pour utiliser le système Overdive consistant à projeter son âme dans le corps d'une autre personne. En utilisant ce procédé, le CTI arrive à projeter Aya dans le passé pour stopper l'invasion des Twisted dans le passé, pour ainsi changer le futur. Mais il se trouve qu'Aya a perdu tous ses souvenirs, et est tourmentée par des cauchemars interminables. 
- Épisode 1

Aya est envoyée en mission pour arrêter l'invasion des Twisted qui est survenue au beau milieu d'un concert.À peine arrivée, un énorme twisted apparaît et décime la moitié de la salle.Aya se fera aussi attraper, mais utilisera l'Overdive pour se sauver en se projetant dans un des soldats tout en laissant mourir une jeune fille à la place. Elle apprend plus tard que l'origine des Twisted sont les "orbes", morceaux du grand générateur de Twisted appelé le Babel. Après avoir détruit la majorité d'entre eux dans le secteur, elle refait face au monstre du début, et le détruit. Puis elle rencontrera une fille, Emily Jefferson, qui se transformera en un Twisted monstrueux qu'Aya détruira tant bien que mal. 
- Épisode 2

Thelonious Cray est mort il y a deux jours dans l'opération "Rainbow Dust".Le CTI décide d'envoyer Aya le sauver avant qu'il ne meure pour ainsi changer le présent, et doit en profiter pour détruire le Babel.Au cours de l'opération, elle se fait attaquer par un gros Twisted paralysant, empêchant Aya de faire quoi que ce soit.Alors arrive Gabrielle Monsigny, tireur d'élite du CTI, en hélicoptère et libère quelques secondes Aya, lui permettant d'Overdive dans le corps de Gabrielle, et ainsi lui laissant l'occasion de tuer rapidement le Twisted.Après quelques rebondissements, elle arrive au pied du Babel, et plongera dedans.Là elle y fera la connaissance du Grand Orbe, qui n'est autre qu'un autre twisted.Aya l'éliminera non sans peine, et le Babel s'effondrera.Une fois sortie, elle sauvera Cray, blessé. Mission accomplie…Du moins c'est ce qu'espérait Aya.Car ce n'est plus Hyde qui est au microphone, mais Hunter.Et à ce qu'il paraît, le signal de Monsigny a été perdu et Aya doit donc aller la retrouver à un point précis de la ville, là où le signal aurait été perdu. Une fois arrivée audit point, Aya se rend compte que Hunter ne voulait rien d'autre que la mort de Aya, et que tout ceci était un piège. Car les membres de la CTI ne sont pas perdu en signal, ils ont juste été endormis à l'aide d'une grenade fumigène. C'est alors qu'un gigantesque twisted apparaît et attaque Aya. Après l'avoir défait, Aya découvre que ce Twisted…n'était autre que Gabrielle, qui avait l'air de posséder les mêmes prédispositions génétiques qu'Emily Jefferson. Ainsi, Gabrielle du présent n'existe plus. Le futur sera changé car Hunter n'apparaîtra jamais plus dans les bureaux du CTI.
- Épisode 3
- Épisode 4
- Épisode 5
- Le dernier épisode